# Alexis Priessman
Alexis Amber Priessman, spesso chiamata Lexie (Cincinnati, 23 gennaio 1997), è una ginnasta statunitense, campionessa nazionale junior nel 2012, membro della Nazionale di ginnastica artistica femminile degli Stati Uniti d'America dal 2011 al 2014.

## Carriera
Debutta a livello nazionale durante la Nastia Liukin Supergirl Cup del 2010 a Worcester, dove vince il concorso generale. Ai CoverGirl Classic di Chicago, Lexie si piazza al secondo posto al volteggio a pari merito con la futura campionessa mondiale McKayla Maroney. Inoltre, arriva sesta nell'individuale e al corpo libero, ottava alle parallele.
Ai Visa Championship vince l'argento al volteggio e arriva settima al corpo libero.

### 2011: Japan International e Trofeo di Jesolo
A settembre partecipa ai Japan Junior International in Yokohama, dove vince il titolo generale con 55.700 punti. Grazie al suo Amanar vince anche il titolo al volteggio, ottenendo il punteggio più alto dell'intera competizione femminile e maschile (15.800). Ottiene inoltre 12.800 alla trave, 13.800 alle parallele asimmetriche e 13.300 al suolo.
Ai Visa Championships junior dello stesso anno diventa campionessa al volteggio (col punteggio complessivo di due serate di 31.550), vice campionessa al suolo e nel concorso generale individuale, entrambi dietro a Katelyn Ohashi. Arriva terza alla trave e ottava alle parallele. Ai CoverGirl Classic vince ancora l'argento al corpo libero e nell'individuale e arriva settima alle parallele alla pari con Amelia Hundley.
Nella divisione junior del Trofeo Città di Jesolo, Lexie arriva prima al volteggio e vince l'oro con la squadra americana. Inoltre, arriva quarta nel concorso generale e quinta alle parallele. In questo incontro porta due nuovi elementi: standing full e tourjete half.

### 2012: Campionessa nazionale
Grazie ai suoi buoni risultati, viene selezionata per competere ai Pacific Rim Championships 2012 di Seattle. Con i suoi esercizi aiuta a far vincere l'oro alla squadra americana e vince l'argento nel concorso individuale.
A marzo partecipa al Trofeo Città di Jesolo, dove vince il titolo individuale (56.950 punti) e a squadre, davanti a Italia e Russia. Inoltre, arriva prima al volteggio (15.850), seconda alle parallele asimmetriche (14.700) e terza al corpo libero (14.200).
Ai Secret U.S. Classic arriva quarta nella classifica generale (57.050), quinta alle parallele, terza alla trave (14.300) e prima al corpo libero (14.650). Riesce a qualificarsi per i Visa Championships, dove diventa campionessa nel concorso individuale e al corpo libero. Vince inoltre l'argento al volteggio e alle parallele.

### 2013
Il suo debutto internazionale da senior avviene a marzo, quando viene selezionata per far parte della squadra nazionale che partecipa al Trofeo Città di Jesolo e al triangolare Germania-Romania-USA. A Jesolo contribuisce a far arrivare gli Stati Uniti al primo posto (234.250 punti). Individualmente cade durante l'esercizio a trave (12.450) e riesce a qualificarsi solo per la finale al volteggio, dove vince il bronzo (13.225). Nel triangolare vince l'oro con la nazionale, arriva quarta alle parallele e prima al corpo libero.
Il 27 luglio compete ai Secret U.S. Classic, gara qualificante per i P&G Championships. Esegue i suoi esercizi al volteggio (14.750), parallele (14.350) e corpo libero (14.800), dove vince la medaglia d'oro.
Durante la prova podio dei Campionati Nazionali si stira il tendine di Achille ed è costretta a saltare la gara.

### 2014
Nel mese di giugno Lexie decide di lasciare la sua palestra, la Cincinnati Gymnastics dove si è allenata per dodici anni e si trasferisce alla Perfection Gymnastics dove si allena attualmente.
Durante la prova podio dei  Secret U.S. Classic si infortuna alla caviglia eseguendo la sua uscita a trave e successivamente viene sottoposta ad un intervento alla caviglia.